# جوش مانديل
جوش مانديل (بالإنجليزية: Josh Mandel)‏ هو سياسي أمريكي، ولد في 27 سبتمبر 1977 في كليفلاند في الولايات المتحدة. حزبياً، نشط في الحزب الجمهوري. وقد انتخب Ohio State Treasurer ‏ وانتخب عضو مجلس نواب أوهايو.

## وصلات خارجية
- الموقع الرسمي